# NGC 2854
NGC 2854 је спирална галаксија у сазвежђу Велики медвед која се налази на NGC листи објеката дубоког неба.
Деклинација објекта је + 49° 12' 14" а ректасцензија 9h 24m 2,9s. Привидна величина (магнитуда) објекта NGC 2854 износи 13,0 а фотографска магнитуда 13,8. NGC 2854 је још познат и под ознакама UGC 4995, MCG 8-17-92, CGCG 238-46, IRAS 09206+4925, ARP 285, KUG 0920+494A, PGC 26631.